# Małgorzata Wojtkowiak
Małgorzata Wojtkowiak, née le 30 janvier 1982 à Poznań, est une escrimeuse polonaise, pratiquant le fleuret.

## Palmarès

### Jeux olympiques d'été
- 2012 à Londres, (Royaume-Uni)
  - 5e en fleuret par équipes
  - 21e en fleuret individuel
- 2008 à Pékin, (Chine)
  - 7e en fleuret par équipes
  - 21e en fleuret individuel

### Championnats du monde
- 2007 à Saint-Pétersbourg,  Russie
  -  Médaille d'or en fleuret par équipes
- 2004 à New York,  États-Unis
  -  Médaille de bronze en fleuret par équipes
- 2003 à La Havane,  Cuba
  -  Médaille d'or en fleuret par équipes
- 2002 à Lisbonne,  Portugal
  -  Médaille d'argent en fleuret par équipes

### Coupe du monde
- 2003 à La Havane,  Cuba
  -  Médaille de bronze en fleuret individuel
- Médaille de bronze en fleuret individuel au tournoi d'escrime de Marseille 2012

### Championnats d'Europe
- 2008 à Kiev,  Ukraine
  -  Médaille de bronze en fleuret individuel
- 2003 à Bourges,  France
  -  Championne d'Europe en fleuret par équipes
- 2002 à Moscou,  Russie
  -  Championne d'Europe en fleuret par équipes
- 2000 à Funchal,  Portugal
  -  Médaille de bronze en fleuret par équipes

### Championnats de Pologne
- en 2009:
  - 1  Championne de Pologne